# Pont-du-Navoy
Pont-du-Navoy é uma comuna francesa na região administrativa de Borgonha-Franco-Condado, no departamento de Jura. Estende-se por uma área de 9,46 km². Em 2010 a comuna tinha 280 habitantes (densidade: 29,6 hab./km²).